# Wilhermsdorf
Wilhermsdorf is een plaats in de Duitse deelstaat Beieren, en maakt deel uit van het Landkreis Fürth.
Wilhermsdorf telt 5.479 inwoners.

## Plaatsen in de gemeente Wilhermsdorf
| - Altkatterbach - Dippoldsberg - Dürrnfarrnbach - Fallmeisterei - Kirchfarrnbach | - Kreben - Lenzenhaus - Lösleinshäuslein - Meiersberg - Oberndorf | - Riedelshäuslein - Unterulsenbach - Wilhermsdorf - Wolfsmühle |

Ammerndorf ·
Cadolzburg ·
Großhabersdorf ·
Langenzenn ·
Oberasbach ·
Obermichelbach ·
Puschendorf ·
Roßtal ·
Seukendorf ·
Stein ·
Tuchenbach ·
Veitsbronn ·
Wilhermsdorf ·
Zirndorf